# Pietro De Francisci
Pietro De Francisci (* 18. Dezember 1883 in Rom; † 31. Januar 1971 in Formia, Provinz Latina) war ein italienischer Jurist, Hochschullehrer und Politiker der Nationalistisch-Faschistischen Partei  (Partito Nazionale Fascista PNF), der sich als Jurist und Hochschullehrer zunächst mit römischer Rechtsgeschichte sowie rechtsdogmatischen und rechtsmethodischen Themen befasste. Dabei passte er seine rechtshistorischen und dogmatischen Ansichten zunehmend dem durch den Marsch auf Rom im Oktober 1922 aufkommenden italienischen Faschismus an. Er fungierte zwischen 1930 und 1932 sowie erneut von 1935 bis 1943 als Rektor der Universität La Sapienza in Rom. Er war außerdem von 1929 bis 1943 Mitglied der Abgeordnetenkammer (Camera dei deputati) sowie zwischen 1932 und 1935 Justizminister im zweiten Kabinett Mussolini.

## Leben

### Studium und frühe juristische Forschungen

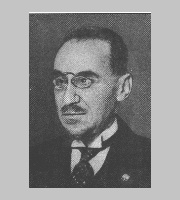
Santi Romano prägte die Ideen von Pietro De Francisci zur juristischen Methodenlehre.

Pietro De Francisci war der Sohn von Virginio De Francisci, der als Inspektor im Ministerium für Landwirtschaft, Industrie und Handel tätig war, und Ester Calegari. Nach dem Tode des Vaters 1887 zog er mit seiner Mutter nach Mailand und war zwischen 1900 und 1901 Sekretär eines Komitees gegen die Scheidung. In dieser Zeit machte er Bekanntschaft mit dem Rechtswissenschaftler Contardo Ferrini, der am 13. April 1947 selig gesprochen wurde. Er begann ein Studium der Rechtswissenschaften an der Universität Pavia, das er im Oktober 1905 mit einer These mit dem Titel Das Vertrauen (La fiducia) abschloss. An der Universität gehörte Pietro Bonfante zu seinen Professoren und Emilio Albertario zu seinen Kommilitonen. Nach Abschluss des Studiums befasste er sich mit Forschungen zum römischen Verfahrensrecht und seiner Beziehung zum materiellen Recht. Ab 1908 begann er auf Vorschlag von Carlo Longo Arbeiten zur Justinianischen Gesetzgebung und verfasste neue Studien zur justinianischen Gesetzgebung während der Zusammenstellung der Pandekten. All diese Forschungen wurden von Studien über die Entwicklung des römischen Rechts von den Severus Alexander zu Justinian I., über die orientalischen Schulen und über den Einfluss von Hellenismus, Orientalismus und Christentum begleitet. Er war zwischen 1913 und 1914 an der Gründung der Papyrologischen Schule von Mailand (Scuola papirologica di Milano) beteiligt und leitete den juristischen Teil. Neben diesen tiefgreifenden Studien zur römischen Rechtsgeschichte befasste er sich auch mit Problemen der juristischen Methodenlehre.
De Francisci unterstützte die Unterscheidung zwischen Natur- und Geschichtswissenschaften und betonte, dass die für die Rechtswissenschaft wesentliche Methode mit der Kenntnis der allgemeinen Prinzipien der Rechtsentwicklung verbunden sei. Da diese noch nicht identifiziert worden waren, schien es in der Zwischenzeit notwendig, einige Hypothesen zu verwenden. Es stellte fest, dass das Recht das Naturprodukt der Gesellschaft sowie das Prinzip seiner Organisation zur Verfolgung eudämonologischer Ziele ist. Die Analyse musste daher von den Normen zur Organisation der Gesellschaft führen, die er als aus Aggregaten zusammengesetzt ansah – den sozialen Institutionen – denen juristische Institutionen entsprechen. Die juristische Institution wurde als ein Komplex juristischer Beziehungen angesehen, deren Einheit durch das Ende bestimmt wird und in dem strukturelle und endgültige Elemente unterschieden werden. Seine Ansätze nahmen dabei Konzepte von Santi Romano auf und verwenden Ideen aus der 1913 veröffentlichten Grundlegung der Soziologie des Rechts von Eugen Ehrlich.

### Hochschullehrer, Erster Weltkrieg und Pariser Friedenskonferenz

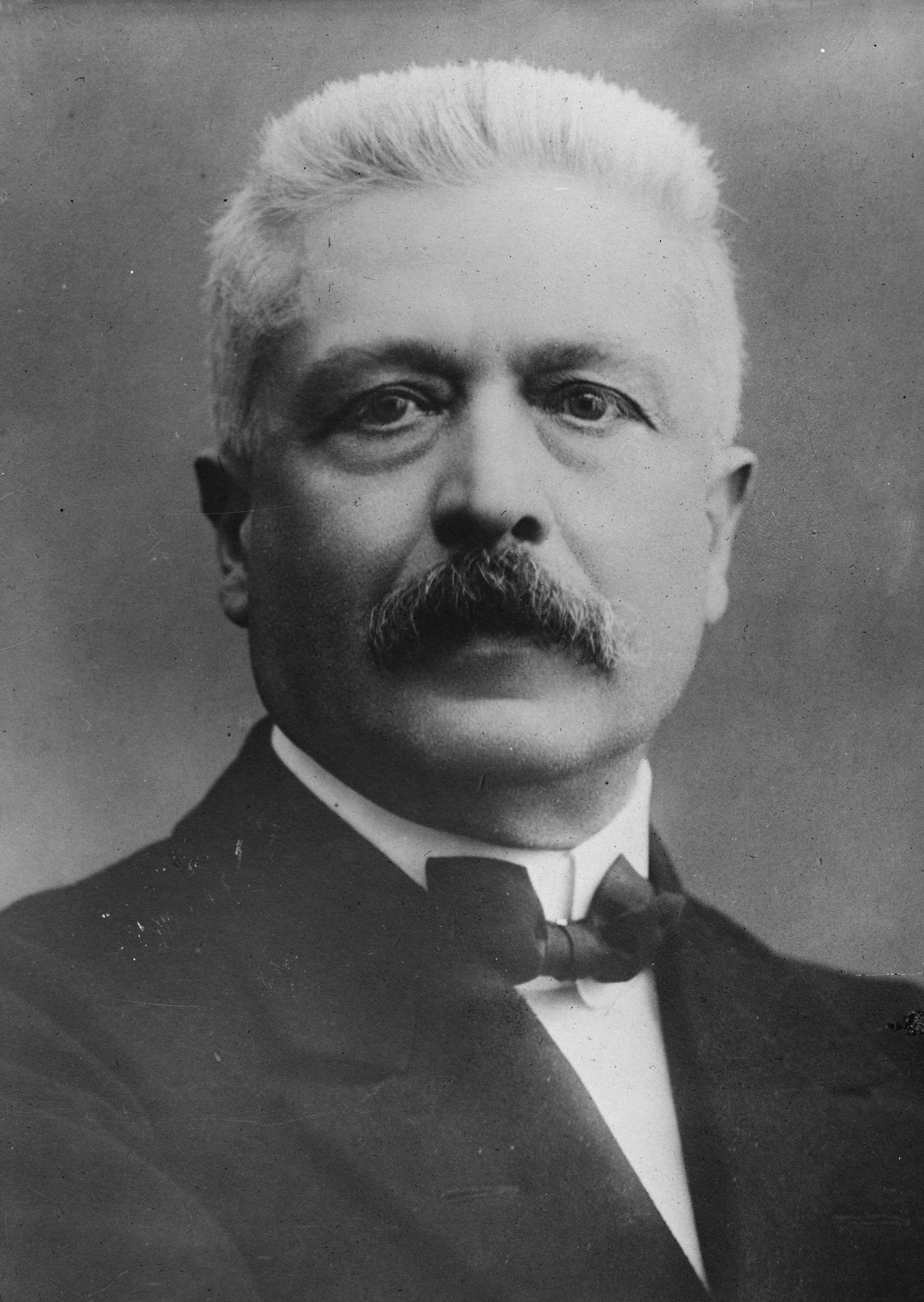
Bei der Pariser Friedenskonferenz 1919 war De Francisci juristischer Berater der italienischen Delegation unter Leitung von Vittorio Emanuele Orlando.

Am 1. März 1912 wurde Pietro De Francisci Privatdozent für Römische Rechtsgeschichte an der Universität Perugia, an der er im Oktober 1912 eine Professur als Inhaber des Lehrstuhls für die Institutionen des Römischen Rechts übernahm. Bereits 1913 nahm er den Ruf auf eine Professur für Kirchenrecht und Römische Rechtsgeschichte an der Universität Ferrara an und lehrte zugleich als außerordentlicher Professor Rechtsgeschichte an der Universität Perugia. 1915 wurde er Professor für Rechtsgeschichte an der Universität Padua. Im Juni 1916 wurde er während des Ersten Weltkrieges zum Dienst in der Infanterie einberufen und diente zunächst als Nachrichtendienstoffizier im Generalstab. Im Laufe des Krieges wechselte er zum Militärjustizkorps und war Leiter des Bildungsbüros im Hauptquartier der Hilfstruppen in Frankreich.
Nach Kriegsende wurde De Francisci juristischer Berater der italienischen Delegation bei der Pariser Friedenskonferenz 1919 und fungierte dort zwischen dem 12. Februar und dem 10. August 1919 stellvertretender Leiter für Presse- und Öffentlichkeitsarbeit der Delegation. Nach dem Abschluss der Konferenz mit dem Friedensvertrag von Versailles wurde Ende 1919 Professor für Rechtsgeschichte an der Universität Perugia sowie zugleich Professor für Papyrologie an der Schule für orientalische Studien (Scuola di studi orientali) der Universität La Sapienza in Rom. Am 1. Januar 1921 übernahm er eine außerordentliche Professur für Römisches Recht an der Universität Sassari sowie im Oktober 1921 eine Professur für Römische Rechtsgeschichte an der Universität Macerata. 1922 wurde er außerordentlicher Professor für die Institutionen des Römischen Rechts an der Universität Messina sowie im Anschluss am 1. Januar 1923 Professor an der Universität Padua. Am 1. Juli 1924 wechselte er an die Universität La Sapienza, an der er am 1. Dezember 1924 den Lehrstuhl für Römische Rechtsgeschichte übernahm. 1925 wurde er Dekan der Juristischen Fakultät der Universität La Sapienza. Daneben engagierte er sich in den 1920er und 1930er Jahren als Mitglied des Obersten Rates für öffentlichen Unterricht (Consiglio superiore della Istruzione pubblica), des Obersten Rates für nationale Bildung (Consiglio superiore dell’Educazione Nazionale) sowie des Nationalen Bildungsrates (Consiglio nazionale dell’Educazione). Ferner war er zwischen 1926 und 1939 Direktor der juristischen Fachzeitschrift Rivista italiana per le scienze giuridiche. 1928 verlieh ihm die Accademia Nazionale dei Lincei den Königlichen Preis für Rechtswissenschaften.

### Juristische Forschungen in den 1920er Jahren

#### Rechtsdogmatik
In seinen Forschungen in dieser Zeit versuchte er unter Beachtung der Geschichtlichkeit des Rechts, die wichtigsten nationalen Gesetze mit größerer Sicherheit in der Entwicklung des römischen Rechts zu erfassen und gleichzeitig in die methodologische Debatte einzugreifen, um die Grenzen der Dogmatik des Rechts zu unterstreichen. Bereits bei der Eröffnung des Papyrologiekurses von 1919 bis 1920 in Rom kritisierte er die Definition von „römisch-hellenisch“, um die letzte Phase der Evolution des Römisches Rechts aufzuzeigen und unterstrich unter Hinweis auf die Wirkung der nationalen Gesetze die Mängel der Auslegung, die darin das Übergewicht des griechischen Elements sah. In den folgenden Jahren widmete er einer Reihe von Studien, um die Hypothese der Einheit der Mittelmeerrechte zu widerlegen. Er bekräftigte, dass die Vergleichsmethode „eine Hilfsmethode der naturalistischen sein könnte“, aber dass der Jurist, Historiker oder Theoretiker des Rechts niemals „das Problem der ursprünglichen Einheit des Rechts aufwerfen kann“, sondern  „sich der Bestimmung der allgemeinen Gesetze zuwenden wird, die die Entwicklung der Institutionen und Systeme regeln“. Er wies in seinen Vorlesung zur Dogmatik und Geschichte in der juristischen Ausbildung an der Universität Padua am 22. Januar 1923 auf die Grenzen der Dogmatik in der Unfähigkeit hin, „die Heterogenität der verschiedenen Elemente in der Mitte zu reproduzieren von denen juristische Beziehungen innerhalb der Grenzen eines Staates entstehen“. Dies seien Grenzen, die besonders in dem spezifischen historischen Moment offensichtlich sind, in dem die Pflicht des Juristen bestand, „die Seele darauf vorzubereiten, die neuen Strömungen des Lebens zu verstehen, die Technik zu entwickeln, um die notwendigen Lehrkonstruktionen an neue Realitäten anzupassen, den Geist und die Methoden der Wissenschaft wiederherzustellen und sie nicht nur zu einem Instrument des Wissens, sondern auch des aufgeklärten und fruchtbaren Handelns zu machen.“

#### Eigentumsübertragung
1924 veröffentlichte er in Padua sein letztes großes privates Werk über die Eigentumsübertragung, Il trasferimento della proprietà. Storia e critica di una dottrina. Die Perspektive, aus der es verfasst wurde, war die derjenigen, die in der Rechtsgeschichte das Ziel sehen, „die Bildung und Kontingenz von Lehrkonstruktionen aufzudecken, die die Dogmatik tendenziell als absolute und unveränderliche Konzepte und Typen betrachtet“. Er wandte die historische Analyse auf die römischen Vorstellungen von dem „Erwerb von Eigentum auf die von der Moderne als Derivat bezeichnete Weise“ und „auf die Bildung des Konzepts der Eigentumsübertragung an, zu dem von Tuhrs Beobachtung perfekt passt“. Das Konzept der Rechtsübertragung ist nicht das Produkt einer logischen Notwendigkeit, sondern das Ergebnis einer historischen Entwicklung des dogmatischen Denkens. Die Analyse des Dominiumbegriffs führte ihn zunächst zu dem Schluss, dass dem primitiven Konzept entsprechend, auf kein Gesetz übertragen werden kann, auch in Bezug auf die Herrschaft in Rom lange erhalten geblieben ist und hat, auch wenn es nicht ausdrücklich formuliert ist, das gesamte klassische Recht inspiriert. Die Idee ist daher, dass „bei sogenannten Derivatkäufen das Recht des Übertragers postklassischen Ursprungs ist“, da die Klassiker an die Geburt eines „neuen Rechts, das sich von dem des Übertragers unterscheidet“ und schließlich an die römischen Kaufklassen dachten, die „im Wesentlichen die Übertragung einer Sache von einem Subjekt auf ein anderes war“, die „seine Herrschaft über das Objekt bestätigt, während der erstere auf seine Herrschaft verzichtet.“

#### Juristische Methodik und Entwicklung der Dogmatik im Faschismus
Sein methodischer Ansatz zeigte im Zuge des aufkommenden italienischen Faschismus eine Entwicklung, in dem er die frühere institutionalistische und anti-dogmatische Position bekräftigte, eine Stigmatisierung der Doktrin germanischen Ursprungs, die „behauptete, das Recht mit dem Willen des Staates zu identifizieren“ und argumentierte, dass „historische Untersuchung und Logik selbst dazu zwingen, das Recht als soziale Formation zu betrachten.“ Gleichzeitig erklärte er sich der Tatsache bewusst, dass „je mehr sich das Bedürfnis nach einer einheitlichen Ordnung entwickelt, desto mehr wird das Bewusstsein bestätigt, dass die Stärke des Organismus von der Einheit der Richtung abhängt, desto mehr wir dazu neigen, dem Staat als oberstes Organ der Gesellschaft die Funktion der Rechtsetzung und -formulierung zuzuschreiben“. Er hob die faschistische Revolution hervor, die den liberalen Agnostizismus durch die Prinzipien von Autorität, Disziplin, Hierarchie ersetzt und Nation und Staat identifiziert hatte. Dazu erklärte er: „Der Gesetzgeber wird von zahlreichen freiwilligen und finalistischen Überlegungen geleitet, die Grundsätze festzulegen, die nicht in die Kategorien der traditionellen Dogmatik eingeordnet werden können. Aber genau hier wird die Nobilität des Juristen erscheinen: die alten Regelungen und die alten Kategorien durch die neue Rechtslehre ersetzen.“
De Francisci betonte, dass Recht, Politik und Wirtschaft „Bestimmungen einer einzigen historischen und spirituellen Realität“ sind und dass es „keine Möglichkeit gibt, sich zwischen der Welt des Denkens und der der Praxis zu widersetzen.“ Er bestritt, dass der Jurist, „in seinem rein technischen Bereich geschlossen bleiben könne.“ Bei der Eröffnung des ersten italienischen Rechtskongresses im Jahr 1932 bekräftigte er erneut, dass Dogmatik „eine Reihe von Grundsätzen ist, die einem praktischen Interesse dienen und einen instrumentellen Wert in Bezug auf eine bestimmte Rechtsordnung haben.“ Man „muss bedenken, dass Normen nur die praktischen und externen Eckpunkte des Rechts sind, das Ende eines Prozesses, der über die Norm hinausgeht; man muss erkennen, dass die Natur und Struktur eines Rechtssystems nur unter Berücksichtigung seiner konkreten und wirksamen Einheit, Synthese und Position einer politischen Organisation erfasst werden können.“ Er befürwortete „die Verpflichtung, eine neue Dogmatik zu konstruieren, da Dogmatik notwendig ist: sowohl aus dem theoretischen Grund, dass keine Wissenschaft ohne allgemeine Konzepte und Prinzipien existieren kann, als auch ohne eine solide Anordnung, die ihre verschiedenen Teile und Ordnungen in Logik und harmonischer Einheit wieder vereint und aus praktischen Gründen, da die Rechtsordnung in einem einheitlichen Ganzen dazu führt, dass dem Rechtssystem eine größere Kraft des inneren Zusammenhalts und gleichzeitig eine aktivere Tugend der externen Expansion zugeschrieben wird.“ Er löste das Problem der Vielzahl von Rechtssystemen, indem er erklärte, dass sie „nicht als juristisch angesehen werden können, bis der Moment der Macht mit dem Moment der Normativität, das heißt, dem Schutz ihres Inhalts durch den Staat, verbunden ist.“ Im faschistischen Staat wurde die moralische, politische und wirtschaftliche Einheit der Nation erreicht: Die Dogmatik musste zu dieser Zeit das praktische Ziel der Umsetzung des Willens des Staates nicht außer Acht lassen.
Grundlegend bei De Francisci war in einem Aufsatz in einer Festschrift für Salvatore Riccobono die Ablehnung, dass die Versuche der römischen Juristen, Doktrinen zu arrangieren, „nicht durch eine logische Verbindung mit ihrer Arbeit der Schöpfung und Ausarbeitung verbunden sind und dass sie daher einen Überbau darstellen, den wir durch einen anderen ersetzen können.“ Er bestritt daher „die Möglichkeit einer Unterscheidung zwischen positivem Recht und Lehrkonstruktionen und die Legitimität einer Rekonstruktion der römischen Lehre unter Verwendung von Kategorien, die mehr oder weniger transformiert und auch an die heutige Dogmatik angepasst sind als die Legitimität von Integrationen der römischen Doktrin auf der Grundlage von Rechtswerten, die nicht, wenn nicht versehentlich, mit den römischen übereinstimmen können.“ Für ihn „hat jedes Recht ein eigenes System, das für die anderen nicht geeignet ist.“

### Mitglied der Abgeordnetenkammer, Universitätsrektor und Justizminister

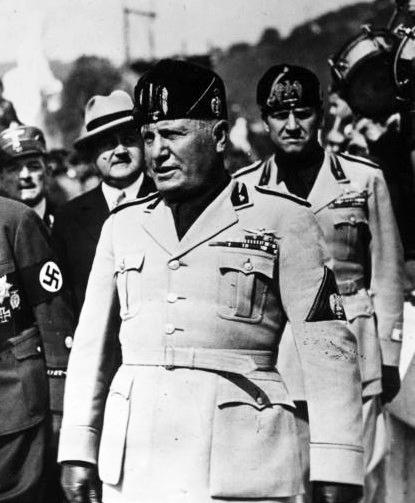
Ministerpräsident Benito Mussolini berief Pietro De Francisci von 1932 bis 1935 als Minister für Recht und Justiz in dessen zweites Kabinett.

Pietro De Francisci, der am 21. April 1923 der Nationalistisch-Faschistischen Partei PNF (Partito Nazionale Fascista) als Mitglied beigetreten war, fungierte zwischen Januar und März 1924 als Kommissar der PNF von Carnaro und für kurze Zeit von Padua. Am 20. April 1929 wurde er für die PNF Mitglied der Abgeordnetenkammer (Camera dei deputati) und gehörte dieser in der 28. Legislaturperiode (20. April 1929 bis 19. Januar 1934), 29. Legislaturperiode (28. April 1934 bis 2. März 1939) und 30. Legislaturperiode (23. März 1939 bis 2. August 1943) an. Zu Beginn seiner Parlamentszugehörigkeit war er vom 2. Mai 1929 bis zum 20. Juli 1932 Mitglied des Ausschusses für den Haushalt und Rechnungsabschlüsse (Commissione per l’esame dei bilanci e dei rendiconti consuntivi). Am 28. November 1929 wurde er des Weiteren Mitglied der Kommission, die mit der Prüfung des Entwurfs des Zivilgesetzbuchs und der neuen Zivilprozessordnung, des Handelsgesetzes und des Gesetzes für die Handelsmarine beauftragt war. 1930 wurde er des Weiteren Inspektor der PNF. Er trat jedoch von diesem Posten zurück, nachdem er am 1. Dezember 1930 als Nachfolger des Mineralogen Federico Millosevich zum Rektor der Universität La Sapienza ernannt worden war. Er bekleidete dieses Amt bis 1932 und wurde daraufhin von dem Rechtswissenschaftler Alfredo Rocco abgelöst. 1931 verlieh ihm die Accademia d’Italia den Premio Mussolini.
Am 20. Juli 1932 wurde De Francisci von Ministerpräsident Benito Mussolini zum Nachfolger von Alfredo Rocco als Minister für Recht und Justiz (Ministro di Grazia e Giustizia) in dessen zweites Kabinett berufen und bekleidete dieses Amt bis zum 23. Januar 1935, woraufhin Arrigo Solmi seine Nachfolge antrat. Als Justizminister legte er einen Gesetzentwurf zur Einrichtung der Jugendgerichtbarkeit vor. Darüber hinaus legte er im April 1934 legte er dem Ministerpräsidenten ein Projekt zur Verfassungsreform vor, das darauf abzielte, die Rechtsstruktur an die im Regime geschaffene Sachlage anzupassen, die Doktrin der Gewaltenteilung zu überwinden und das Parlament in ein beratendes Gremium umzuwandeln, den Nationalrat (Consiglio nazionale), in dem der Senat (Senato del Regno), die Abgeordnetenkammer (Camera dei deputati) und die Kammer der Verbände und Innungen (Camera dei Fasci e delle Corporazioni) zusammengelegt wurden. Der Nationalrat sollte sich sowohl aus lebenslangen Mitgliedern zusammensetzen, die vom Ministerpräsidenten ernannt wurden, als auch aus Mitgliedern, die vom Großen Faschistischen Rat (Gran Consiglio del Fascismo) ausgewählt wurden. Das Projekt wurde nicht weiterverfolgt. Unter anderem gab der De Francisci als Minister auch Bestimmungen heraus, die die Kontrolle der Minister über das Verhalten von Richtern stärkten.

### Zweite Amtszeit als Universitätsrektor und Vizepräsident der Abgeordnetenkammer

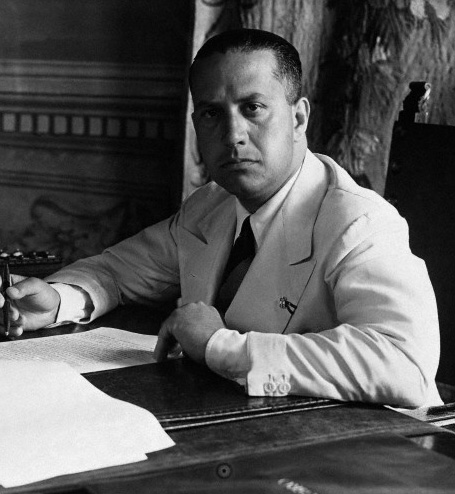
Mussolinis Schwiegersohn und Außenminister Galeazzo Ciano verhinderte 1939, dass Pietro De Francisci Präsident der Kammer der Verbände und Innungen wurde.

Nach seinem Ausscheiden aus der Regierung löste Pietro De Francisci 1935 Alfredo Rocco wieder als Rektor der Universität La Sapienza ab und bekleidete das Amt bis 1943, woraufhin der Philosophiegeschichtler Guido De Ruggiero sein Nachfolger wurde. Zudem wurde er am 31. Januar 1935 auch Vorsitzender des Parlamentsausschusses für den Haushalt und Rechnungsabschlüsse und hatte diese Funktion bis zum 2. März 1939 inne.
Daneben befasste er sich mit seinen rechtswissenschaftlichen Arbeiten und Forschungen. Dabei definierte er seine Angriffe auf die Dogmatik als „zu begrenztes Ziel.“ Das Recht ist seiner Meinung nach Ausdruck der Gruppe „Willens zu sein“ und wird konkretisiert, indem eine Ordnung geschaffen wird, die tendenziell durch Macht umgesetzt wird. Er sah eine Spannung zwischen dem Willen der Gruppe und des Einzelnen. Er bekräftigte, dass die Aufgabe des Gelehrten „nicht nur darin besteht, die Elemente, die Institute, die wichtigsten Momente jedes einzelnen Systems zu rekonstruieren, sondern auch die weitere, diese Realitäten von ihren zeitlichen Bestimmungen und von bedingten Verbindungen zu befreien, um die permanenten Aspekte des Geistes zu entdecken, um eine Bedeutung zu finden, die allgemeinen Wert annehmen kann.“ Er wies der neuen Rechtswissenschaft das Ziel zu, „vor allem die Prozesse zu entdecken und hervorzuheben, durch die die Idee des Rechts zu einer effizienten und wirksamen Konkretheit im Leben der Gemeinschaft wird.“  Des Weiteren befasste er sich in seinen theoretischen Arbeiten mit der Rolle der kaiserlichen Autorität im römischen Rechtssystem und insbesondere der Arbeit des Augustus. In seinen Arbeiten zeigte er eine Evolution der Analyse, die mit der vollständigen Ausnutzung der „auctoritas principis“ als soziologischem Kern mit juristischer Bedeutung endete und die Typologie von Max Weber erreichte.
1936 wurde De Francisci Mitglied der Accademia Nazionale dei Lincei sowie 1938 auch Mitglied der Accademia d’Italia. 1937 wurde er als Nachfolger von Giovanni Gentile Präsident des Faschistischen Instituts für Kultur (Istituto fascista di cultura) und behielt diese Funktion bis zu seinem Rücktritt im April 1940, woraufhin der Essayist, Soziologe und Politikwissenschaftler Camillo Pellizzi seine Nachfolge antrat. Am 7. November 1939 wurde er Vizepräsident der Abgeordnetenkammer und hatte dieses Amt bis zum 2. August 1943 inne. Daneben war er auch Vizepräsident der Kammer der Verbände und Innungen (Camera dei Fasci e delle Corporazioni), wobei die von Mussolini beabsichtigte Ernennung zum Präsidenten durch das Veto von Mussolinis Schwiegersohn und Außenminister Galeazzo Ciano zurückgezogen wurde.

### Ende des Faschismus, Nachkriegszeit und Wiederaufnahme der Lehrtätigkeit
Auf Anordnung des Regionalkommissars für die Provinz Rom der alliierten Regierung wurde Pietro De Francisci am 4. Juli 1944 von der Lehrtätigkeit freigestellt und ab dem 10. Dezember 1944 auf Vorschlag der Kommission zur Säuberung (Commissione per l’epurazione) aus dem Dienst entlassen. In der Folgezeit verfasste er zunächst verschiedene Aufsätze für Monografien wie in einem Essay in der Festschrift zu der am 13. April 1947 erfolgten Seligsprechung von Contardo Ferrini, in welchem die Themen Macht und die Vereinigung der römischen Rechtssysteme in einem breiten historischen Exkurs miteinander verflochten sind. In einem anderen Aufsatz wurde der Vergleich mit der Theorie der Rechtsordnung wieder aufgenommen, die Überwindung von Geschichte und Dogmatik in einer Rechtswissenschaft zweiten Grades befürwortet, die in der Lage ist, „die ständigen Prozesse zu entdecken, durch die der Wille zur Ordnung und die Idee des Rechts zu einer effizienten und effektiven Konkretheit im Leben der Gesellschaft werden.“
Nach einem Urteil des Staatsrates (Consiglio di Stato) vom 17. Januar 1949 nahm er seine Tätigkeit als Inhaber des Lehrstuhl für Geschichte des römischen Rechts an der Universität La Sapienza wieder auf. Er war zwischen 1955 und 1956 erneut Direktor der juristischen Fachzeitschrift Rivista italiana per le scienze giuridiche. 1955 lehnte er die ihm angebotene Funktion als Dekan ab und wurde nach seinem 1959 erfolgten Eintritt in den Ruhestand 1960 zum Emeritus ernannt. Er veröffentlichte weiterhin Fachbücher, Artikel für die in Rom erscheinende Tageszeitung Il Tempo sowie für Fachzeitschriften. Nach dem Tode von Salvatore Riccobono wurde er 1958 Direktor des Bullettino dell’Istituto di Diritto Romano. Sein letzter Aufsatz über die Geschichte der kaiserlichen Gesetzgebung während des Prinzipats erschien 1969.

## Veröffentlichungen (Auswahl)
- Sull’acquisto del possesso per mezzo dello schiavo, 1906
- Studii sopra le azioni penali e la loro intrasmissibilità passiva, Mailand 1912
- Vita e studii a Berito tra la fine del V e gli inizii del VI secolo, Rom 1912
- Legge delle dodici tavole, Mailand 1913
- Saggi romanistici, Pavia 1913
- Synallagma. Storia e dottrina dei cosiddetti contratti innominati, 2 Bände, 1913–1916
- Storia del diritto romano, Padua 1914
- L’evizione della „res data in solutum“ ed i suoi effetti, Pavia 1915
- La papirologia nel sistema degli studî di storia giuridica, Mailand 1920
- Il trasferimento della proprietà. Storia e critica di una dottrina, Padua 1924
- Storia del diritto romano, Band I, Rom 1926, Band II, Rom 1929, Band III, Mailand 1936
- Arcana imperii, 4 Bände, 1947–1948
- Sintesi storica del diritto romano, 1948
- Prora contro vento, Florenz 1964
- Primordia civitatis, Rom 1959